# Kłośnik
Kłośnik – osada w Polsce położona w województwie zachodniopomorskim, w powiecie sławieńskim, w gminie Postomino. Miejscowość wchodzi w skład sołectwa Postomino.
W latach 1975–1998 miejscowość administracyjnie należała do województwa słupskiego.